# Fahd de l'Aràbia Saudita
Fahd ibn Abd-al-Aziz Al Saüd (àrab: فهد بن عبد العزيز آل سعود, Fahd ibn ʿAbd al-ʿAzīz Āl Saʿūd; també transcrit Abdul Aziz o Abdulaziz), conegut com a Fahd de l'Aràbia Saudita (Riad, 1921 - 1 d'agost de 2005), va ser, fins a la seva mort, rei i primer ministre de l'Aràbia Saudita i líder dels Al Saüd. Fahd va sofrir un infart el 1995 i va deixar de realitzar les seves funcions oficials, que van ser represes pel seu germà mitjà Abd-Al·lah ibn Abd-al-Aziz Al Saüd, que va esdevenir així regent de facto.
Ha estat un dels sis germans que han governat aquesta regió (Saüd, Fàysal, Khàlid, ell mateix, Abd-Al·lah i Salman). Fahd va ascendir al tron a la mort de seu germà mitjà, Khàlid, el 13 de juny de 1982.
Va dur a terme una renovació dels espais sagrats entre 1982 i 1988 d'Arafat, Mina i Muzdalifah, i al-Màsjid al-Haram on va aixecar una nova ala i una zona de pregària exterior a la mesquita a les que s'accedeix per la porta del rei Fahd. Entre 1987 i 2005 es van construir a al-Màsjid al-Haram més minarets, 18 portes més, tres cúpules corresponents en posició a cada porta i la instal·lació de prop de 500 columnes de marbre, terres climatitzats, aire condicionat, escales mecàniques i un sistema de drenatge, i s'aixecà una residència del rei amb vistes a la mesquita i més àrea d'oració a la mateixa mesquita i als voltants.
El 27 de maig de 2005, el govern saudita va anunciar que el rei Fahd havia estat hospitalitzat. A més, altres fonts asseguraven que es trobava en condicions preocupants. The Washington Times va informar fins i tot que estava mort. Fonts oficials saudites van declarar a Reuters que el monarca, de 82 anys, havia sofert una febre i "tenia aigua als seus pulmons", la qual cosa requeria la seva hospitalització. Fonts mèdiques van assegurar que el rei havia tingut una infecció de pulmó i que se li hauria de fer un TAC mentre estigués en l'hospital un o dos dies. Tanmateix, va haver de romandre en l'hospital i va morir l'1 d'agost d'aquell mateix any.